# Gianpaolo Zandegiacomo
Gianpaolo Zandegiacomo (Auronzo di Cadore, 19 febbraio 1968) è un giocatore di curling italiano, del Curling Club Dolomiti.
Ha fatto parte della nazionale italiana di curling, della nazionale italiana junior di curling ed ha partecipato alle Olimpiadi di Torino, ad un campionato mondiale junior di curling, un mondiale e sette europei.
Gianpaolo è nato dal punto di vista curlinistico con il Curling Club Auros, divenuto poi Curling Club Tre Cime. Dopo ben vent'anni passati nei club di Auronzo di Cadore nel 2007 Zandegiacomo passa al Curling Club Dolomiti, che al momento è il club più prestigioso di Cortina d'Ampezzo. Grazie a questa scelta Gianpaolo si aggiudica nelle due stagioni giocate con il club due medaglie d'argento ai campionato italiano di curling.
Gianpaolo è stato tre volte campione d'Italia.